# Гладков, Фёдор Васильевич
Фёдор Васильевич Гладко́в (1883—1958) — русский советский писатель, журналист, военный корреспондент, педагог. Классик социалистического реализма. Лауреат двух Сталинских премий (1950, 1951).

## Биография
Родился 9 (21) июня 1883 года в селе Большая Чернавка (ныне Малосердобинского района Пензенской области) в семье крестьян-старообрядцев.
Окончил Екатеринодарское городское училище. С 1902 года по 1903 год работал учителем в церковно-прихо́дском училище (бывшая народная школа) в селе Ундино-Поселье в Забайкалье.
В 1905 году переехал в Тифлис, где окончил экстерном учительский институт и включился в революционную деятельность, с 1906 года — член РСДРП. В 1906—1909 отбывал ссылку в Верхоленском уезде (село Манзурка).
С 1910 года жил на Кубани. В 1914—1917 годах работал учителем в прогимназии станицы Павловской. В годы Октябрьской революции и Гражданской войны находился в Новороссийске. Вступив в партию большевиков, добровольно уходит в Красную Армию. Затем был редактором городской газеты «Красное Черноморье», участвовал в восстановлении цементного завода. Член РКП(б) с 1920 года. В 1921 «как интеллигент и меньшевик» был исключён из партии (восстановлен после выхода «Цемента»).
В 1921 году переселился в Москву, где в 1923 году вошёл в пролетарское писательское объединение «Кузница». Производственные романы «Цемент» (1925) и «Энергия» (1933) выдвинули Гладкова в первый ряд официально признанных советских писателей.
Во время войны он был корреспондентом газет «Правда» и «Известия» на Урале, в 1943 — военный корреспондент «Известий».
В 1945—1947 годах — ректор Литературного института (был вынужден подать в отставку, когда его не избрали в партбюро). Своим личным распоряжением принял на очное отделение Наума Коржавина, который вспоминал:
…при всей своей внешней свирепости, доходящей до самодурства, он был не только добрым, но и честным и даже — что уж совсем редко тогда бывало — принципиальным человеком. И писателем.
Неоднократно бывал в Пензе, приезжал на родину в 1913, 1935, 1941, 1948 годах. В его произведениях отражены многие события, связанные с Пензенским краем.
Депутат ВС РСФСР. Член правления СП СССР.

Могила Гладкова на Новодевичьем кладбище Москвы.

Скончался в Москве 20 декабря 1958 года от рака пищевода. Похоронен на Новодевичьем кладбище (участок № 2).
Надгробье создал выдающийся советский скульптор Евгений Вучетич, друг семьи Гладковых.

## Награды и премии
- Сталинская премия второй степени (1950) — за «Повесть о детстве» (1949)
- Сталинская премия первой степени (1951) — за повесть «Вольница» (1950)
- два ордена Ленина
  - 31.01.1939
  - 15.07.1953 — за выдающиеся заслуги в области художественной литературы и в связи с 70-летием со дня рождения
- орден Трудового Красного Знамени (20.06.1943)

Своим учителем, «воспитавшим его как писателя», Гладков считал Максима Горького.
Существует точка зрения, согласно которой образ главного героя романа «Цемент» Гладков писал с Льва Троцкого.
Гладков входил в список 313 авторов, книги которых сжигались в нацистской Германии
А. И. Куприн высоко оценил повесть Ф. Гладкова «Удар» (1909).
Фёдор Гладков был выбран Владимиром Набоковым в его «Лекциях по русской литературе» в качестве примера совершенно подавленной полицейским государством, по его мнению, советской литературы.

## Увековечение памяти

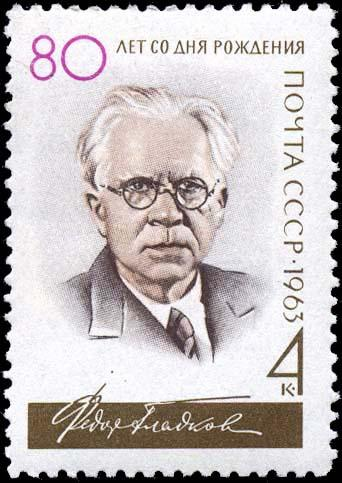
Почтовая марка СССР, посвящённая 80-летию со дня рождения Ф. В. Гладкова (1963)

- Имя «Фёдор Гладков» носит трёхпалубный теплоход, построенный в 1961 году в ГДР (порт приписки — Пермь)[13].

### Московская область
Имя Гладкова носит улица в пос. Красково, Люберецкого района, где находится бывшая дача писателя, в доме № 4 (переименована в 1966 г., бывшая ул. Новая стройка 22).
Именем Гладкова в 1980 году названа Центральная библиотека № 271 (теперь Центральная библиотека № 224 им. Ф. В. Гладкова) ЦБС Тушинского района г. Москвы (сейчас ГБУК г. Москвы «ЦБС СЗАО»). Адрес: Бульвар Яна Райниса, д. 1.

### Пензенская область
- Именем Ф. В. Гладкова были названы средняя школа и библиотека в его родном селе Чернавка (ныне они не сохранились)[14]
- Имя Гладкова носит одна из улиц в г. Пензе (с 28 июня 1959 года)[15]
- В 1983 году на границе Малосердобинского района Пензенской области была установлена стела с барельефом Гладкова (скульпторы — В. К. Цой и С. Н. Олешня)[16]
- В Пензенском областном Литературном музее и Малосердобинском районном краеведческом музее действуют экспозиции, посвящённые Ф. В. Гладкову. В частности, в пензенском литературном музее есть мемориальные вещи писателя, его документы, а также 1,5 тысячи книг из личной библиотеки[16][17].
- 9 сентября 2015 открыт историко-культурный центр («музей 3-х знаменитых земляков») в селе Ключи, Малосердобинского р-на, где представлены экспозиции певицы Лидии Андреевны Руслановой, писателя Фёдора Васильевича Гладкова и художницы Веры Михайловны Ермолаевой.

### Краснодарский край
- В Краснодаре, на ул Ленина 46, на здании бывшего Екатеринодарского городского училища (где он учился с 1897 по 1901 годы), висит мемориальная доска Ф. В. Гладкову.
- В Новороссийском историческом музее-заповеднике действует экспозиция, посвящённая Ф. В. Гладкову (мемориальная коллекция вещей, документов, фотографий; воссоздан интерьер рабочего кабинета и гостиной его московской квартиры, бюст Гладкова работы Е. В. Вучетича)[14].
- В Новороссийском музее «Цементная промышленность» с 1979 года открыта мемориальная квартира, где воссоздана обстановка, в которой Гладков проживал со своей семьёй в Новороссийске в 1919—1921 гг.[14].
- В Новороссийске именем Ф. В. Гладкова названы Школа № 22 и одна из улиц.
- В станице Павловской именем Ф. В. Гладкова названы одна из улиц.

### Читинская область
- Имя Гладкова носит одна из улиц в г. Чите
- В Сретенске есть улица Гладкова и назван его именем Педагогический колледж
- В пгт Кокуй, Сретенского р-на есть улица Гладкова (координаты — 52.203559, 117.553358)
- имя Гладкова носит река, в Петровско-Забайкальском районе, Забайкальского края (координаты — 51.149188, 108.815907)

### Республика Бурятия
• имя Гладкова носит улица в пос. Итанца, Прибайкальского района (координаты — 52.147055, 107.494966)

### Чувашская Республика
- Имя Ф. Гладкова носит одна из улиц в г. Чебоксары

### Украина
Имя Гладкова носила улица в Днепре (Днепропетровске), где Фёдор Васильевич писал роман «Энергия» о строительстве Днепрогэса. В рамках дерусификации в августе 2023 года переименована в улицу Квартальную.

## Сочинения
- «Зеленя», рассказ о бое во время гражданской войны, 1922
- «Огненный конь», повесть, 1923
- «Цемент», 1925, существенно переработан в 1930 (о восстановлении промышленности в начале 1920-х)[20];
- «Коммуна „Авангард“», 1928 (о коммуне «Авангард» в с. Новофёдоровке, тираж книги изъят полностью в 1930-е гг.)
- «Энергия», 1933 (о строительстве Днепрогэса);
- «Берёзовая роща», 1941.
- «Практический поход[уточнить]» (сборник очерков, 1930—1936);
- «Письма о Днепрострое» (сборник очерков, 1931);
- «Новаторы» (сборник очерков, 1942);
- «Мы победим!» (сборник очерков, 1943)
- «Статьи о Горьком» (1928—1936)

### Автобиографическая трилогия
- «Повесть о детстве», 1949
- «Вольница», 1950 (экранизирован в 1955 году реж.Григорий Рошаль)
- «Лихая година», 1954.

## Архив
Фонд Ф.В. Гладкова, хранящийся в Российском государственном архиве литературы и искусства, насчитывает 2013 единиц хранения за 1897–1989 гг. Он включает в себя воспоминания, письма, рукописи романов и повестей, статьи, очерки и заметки о советской литературе, о культуре речи, о социалистическом строительстве, о Великой Отечественной войне, материалы к биографии и др.